# Роккаразо
Роккаразо (итал. Roccaraso) — город и коммуна на юге Италии. Расположена в регионе Абруццо. Подчиняется административному центру Л’Акуила.

## История
Город Роккаразо основан в 975 году н.э. Расположен около реки Разинус, от которой, предположительно, получил название (Рокка Разини).
В конце 19 века от Неаполя к городу была проложена железная дорога.
В период Второй мировой войны город был расположен на Линии Густава, при помощи которой немцы пытались остановить высадку союзников в Италии в сентябре 1943 года. Город был полностью разрушен бомбардировками. В том числе был разрушен театр, построенный в 1698 году.

## Общие сведения
Население составляет 1690 человек (на 2005 год). Плотность населения составляет 33,8 чел./км². Занимает площадь 50 км². Почтовый индекс — 67037. Телефонный код — 0864.
Покровителем коммуны почитается святой Ипполит Римский. Праздник ежегодно празднуется 13 августа.

## Горнолыжный курорт
В Роккаразо около одноимённых гор расположен лыжный курорт. Первая лыжная гонка на курорте была проведена в 1910 году. Первый горнолыжный подъёмник был сооружён в 1936 году. Каждый год на курорте проводятся местные и международные соревнования. В 2005 году на курорте были проведены финалы Европейского кубка среди мужчин и женщин. В 2012 году проведён чемпионат мира по горнолыжному спорту среди юниоров.
Ежегодно из-за глобального потепления уровень снега снижается.

## Достопримечательности
- Церковь Санта Мария Ассунта
- Средневековый город Пьетрансьери[англ.]
- Церковь Сан Рокко

## Галерея

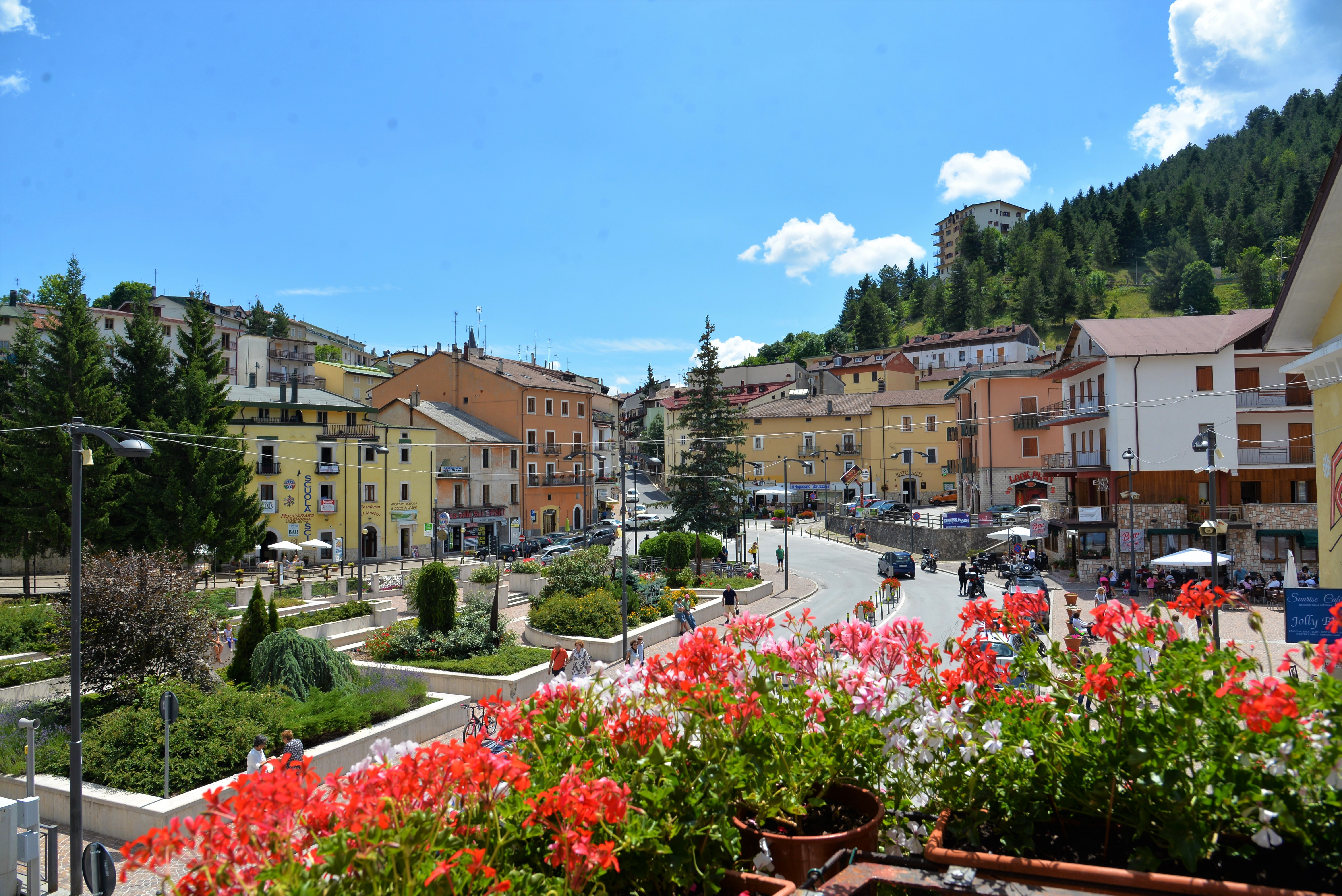
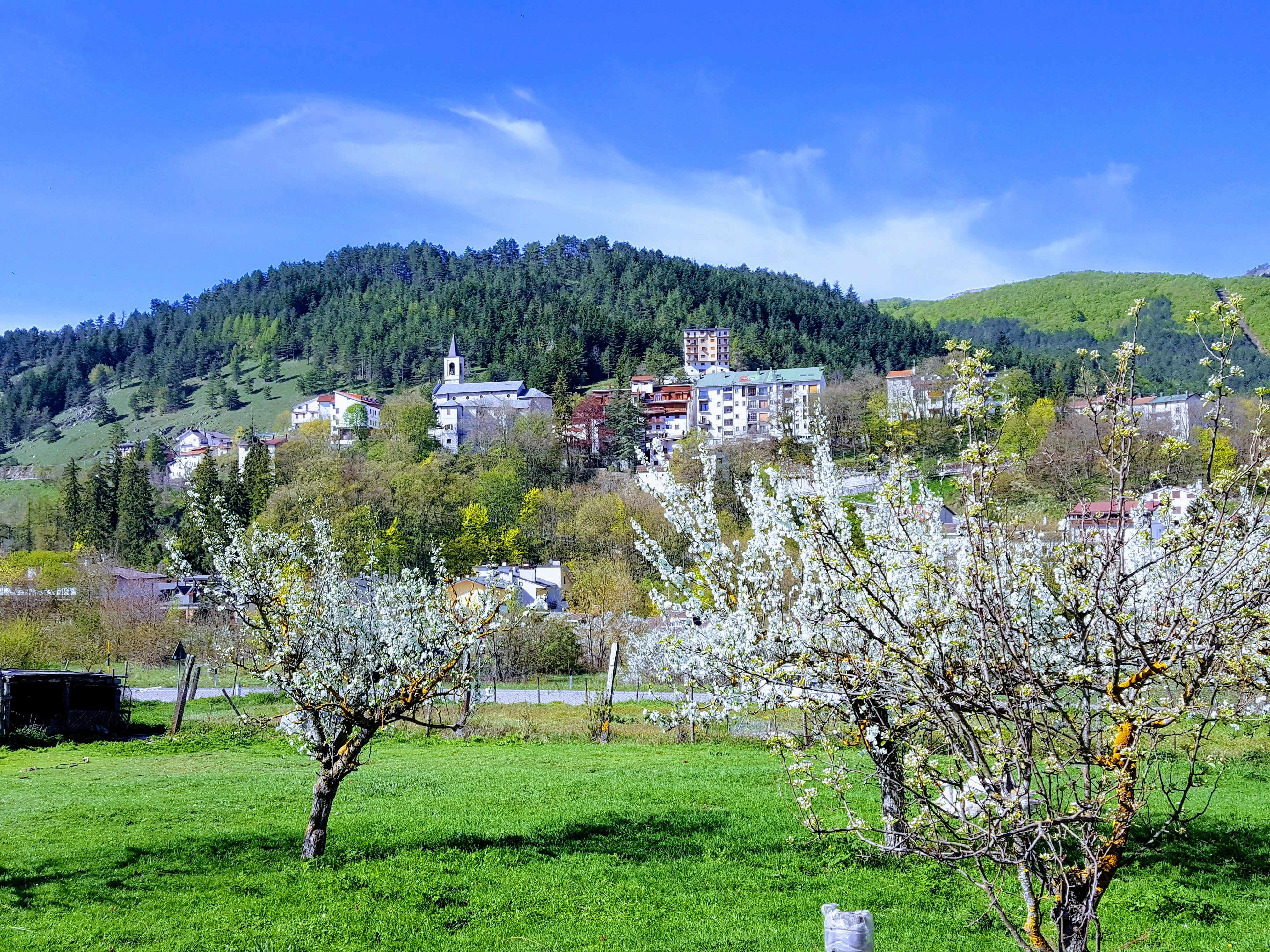
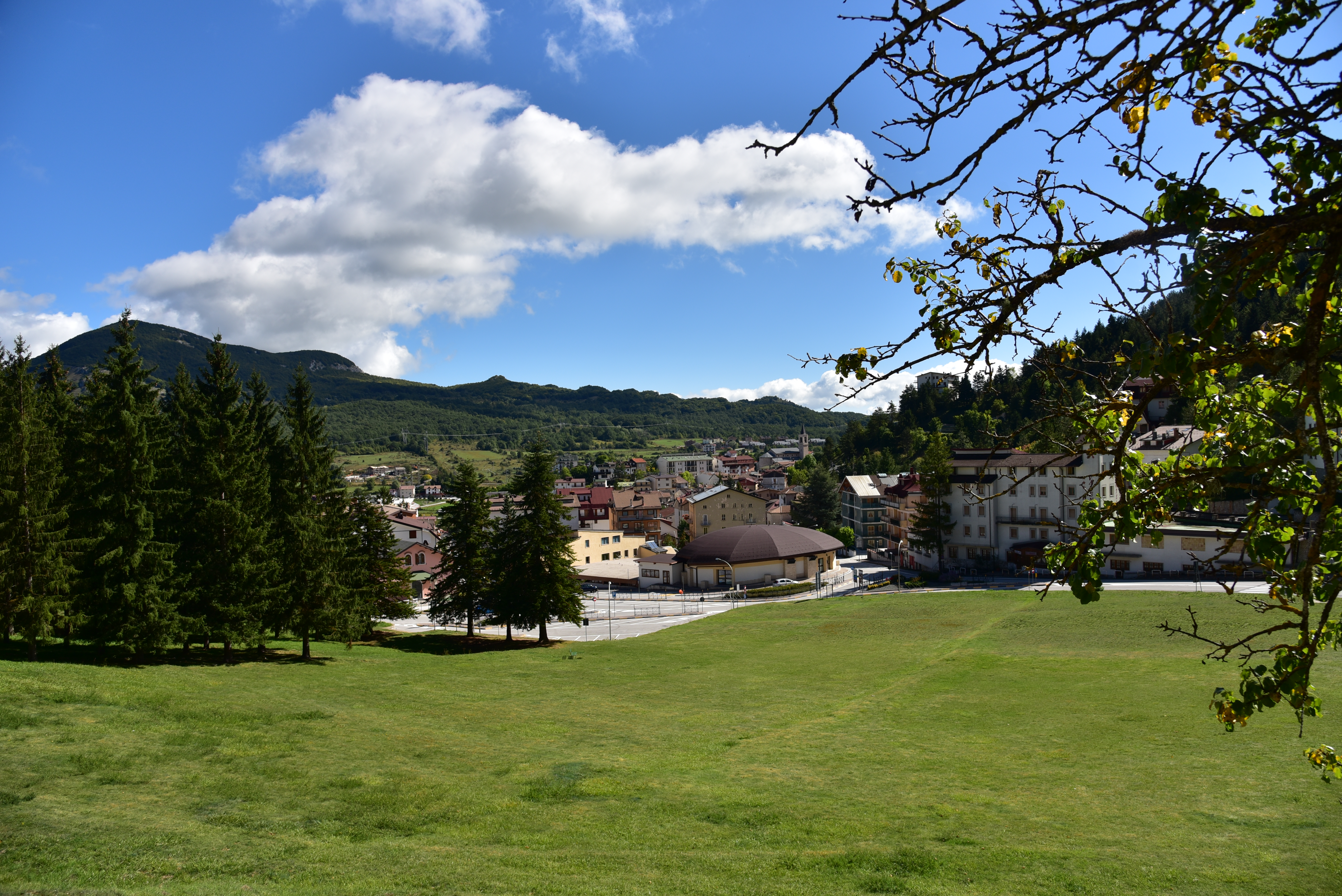
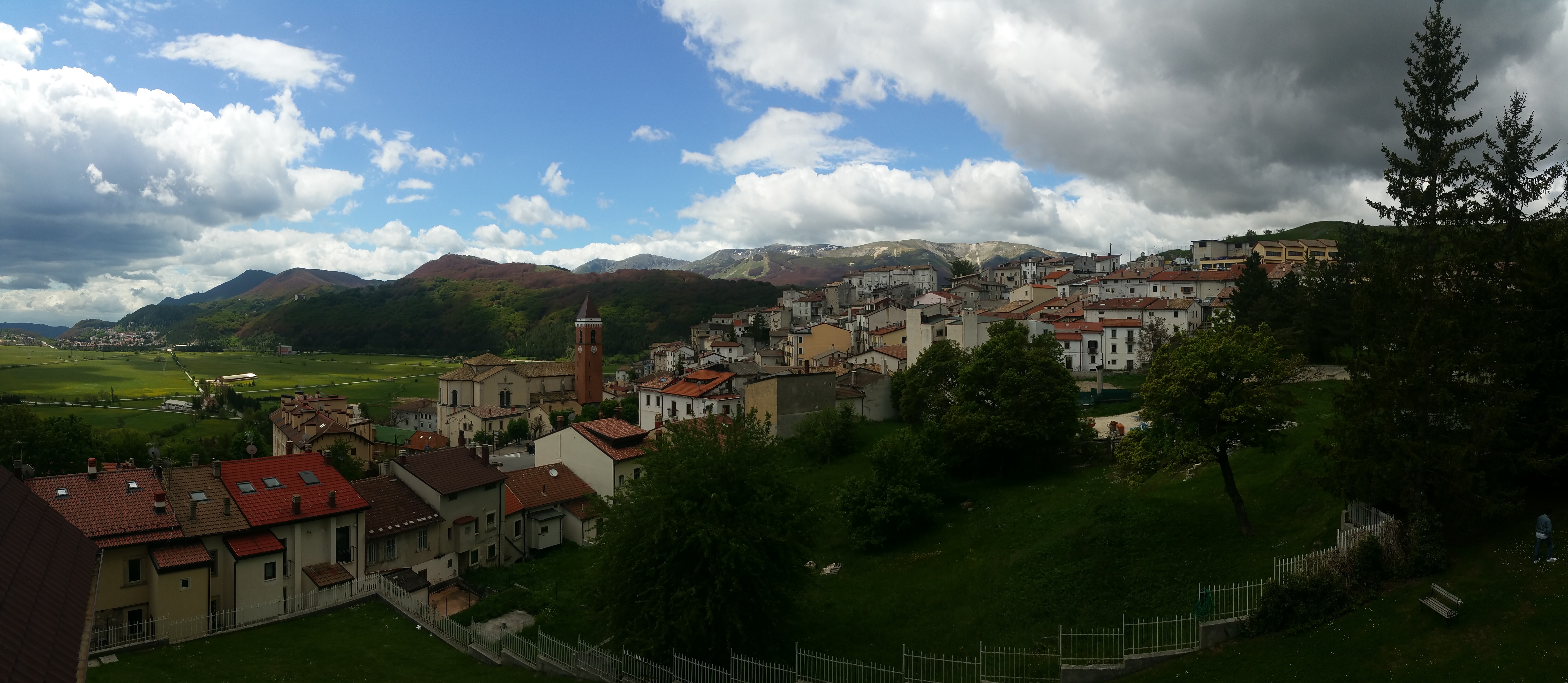
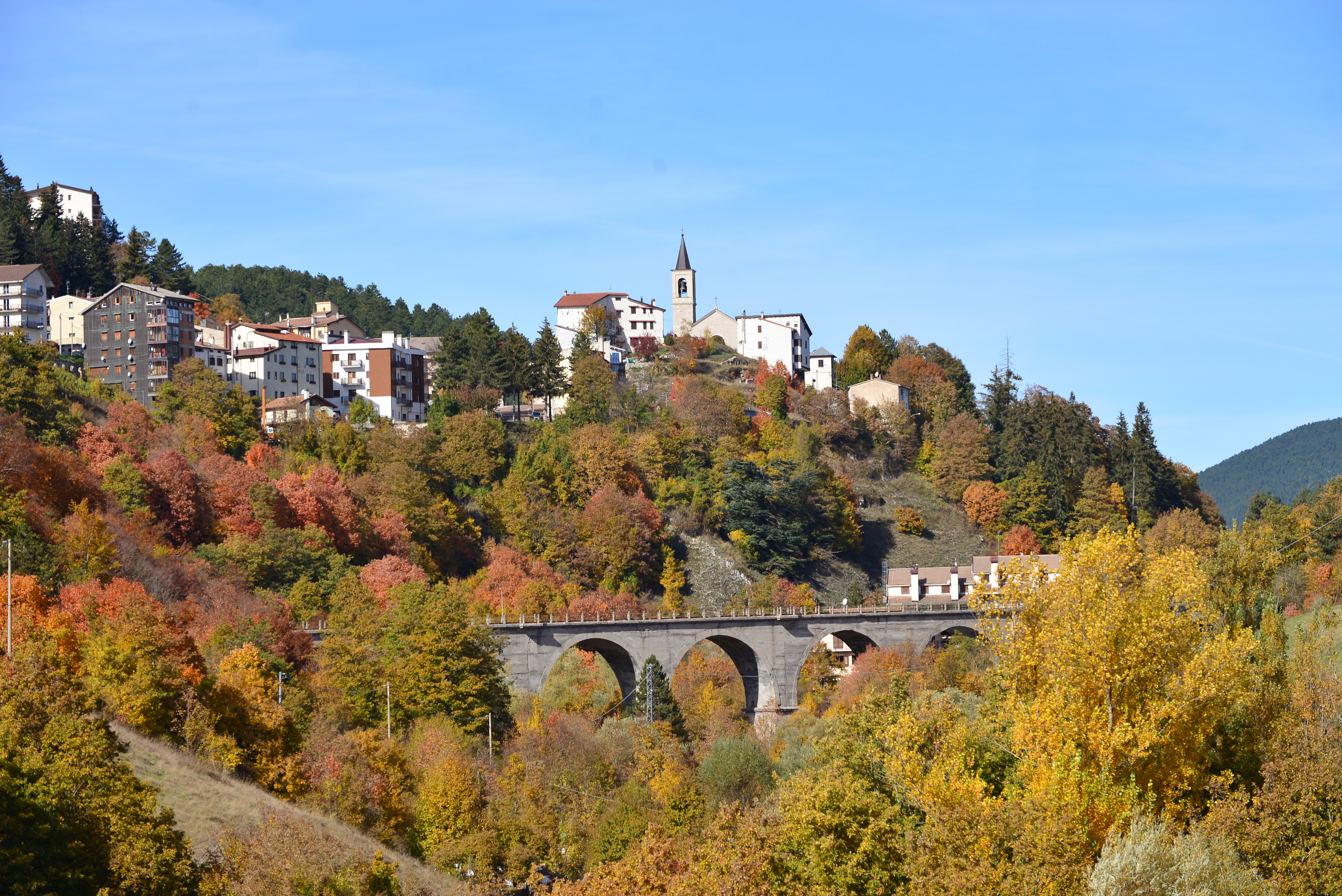
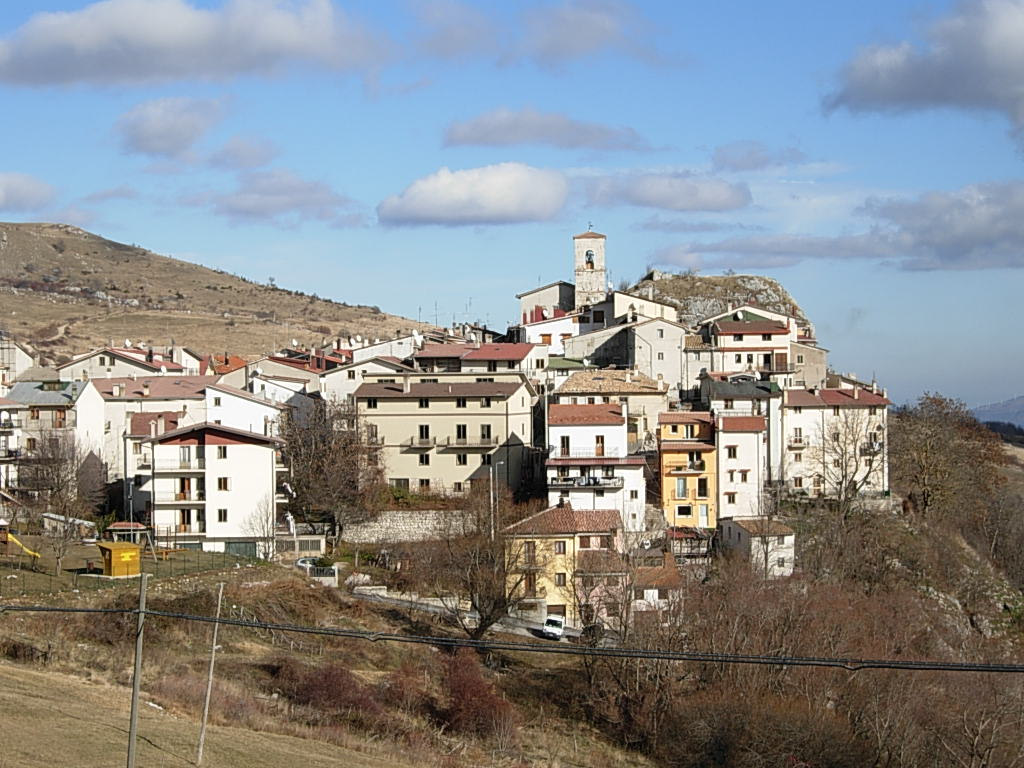
Пьетрансьери
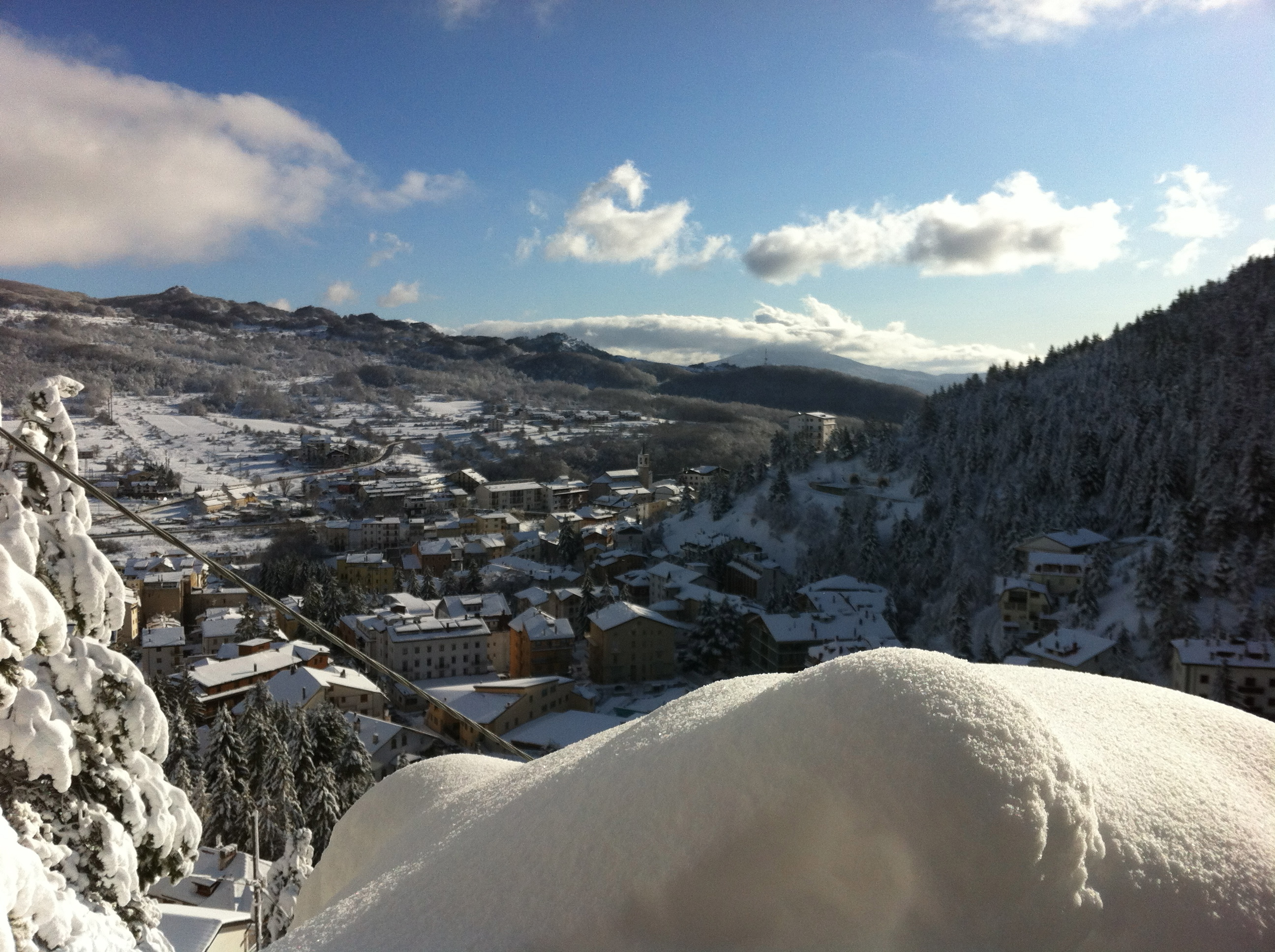